# 이치조 천황
이치조 천황(일본어: 一条天皇, 980년 7월 15일 ~ 1011년 7월 25일)은 일본의 66대 천황(재위:986년 ~ 1011년)이었다. 태자시절의 이름은 가네히토 친왕이었다. 그는 엔유 천황과 후지와라노 센시의 장남이었으며 어머니는 후지와라노 가네이에의 딸이었다. 그는 외동이었다고 추정되며 5명의 배우자 사이에서 5명의 자녀를 두었다.
그의 치세는 헤이안 시대 문명의 절정기와 후지와라 씨족의 권력의 정점과 일치하는 한편, 문화가 융성하여 문학가 무라사키 시키부와 세이 쇼나곤, 음양사 아베노 세이메이가 이 무렵에 활동하였다.
984년 그는 황태자로 임명되었다. 그의 외조부 가네이에가 가잔 천황이 은퇴하게 각본을 짰다고 소문이 돌았다. 이치조는 7세에 왕좌에 올랐다.

## 부인 및 자녀
- 황후 : 후지와라노 사다코(藤原 定子) - 후지와라노 미치타카의 딸
  - 제1황녀 : 나가코 내친왕(脩子 内親王) (997~1049)
  - 제1황자 : 아츠야스 친왕(敦康 親王) (999~1019)
  - 제2황녀: 요시코 내친왕(媄子 内親王) (1001~1008)
- 중궁 : 조토몬인(上東門院) 후지와라노 아키코(藤原 彰子) - 후지와라노 미치나가의 딸
  - 제2황자 : 아츠히라 친왕(敦成 親王) - (고이치조 천황)
  - 제3황자 : 아츠나가 친왕(敦良 親王) - (고스자쿠 천황)
- 뇨고(女御) : 후지와라노 요시코 (藤原義子)
- 뇨고(女御) : 후지와라노 도모코 (藤原元子)
- 뇨고(女御) : 후지와라노 나가코 (藤原尊子)
- 궁인(宮人) : 미쿠시게도노(御匣殿)

## 같이 보기
- 일본 천황
- 고이치조 천황